# The River
The River (ang. rzeka) – singel poppunkowego zespołu Good Charlotte z płyty Good Morning Revival. Jedna z najbardziej rockowych piosenek na tym albumie. Została ona nagrana z członkami zespołu Avenged Sevenfold. Joel śpiewa w niej, że mimo grzechów jest zbawiony, tak jak syn marnotrawny, i próbuje odnaleźć drogę do domu. Klip jest prowadzony w ciemnej scenerii, w sali z pięcioma dużymi ekranami, których wyświetlają się m.in. fragmenty europejskiego teledysku, a także różne wypadki i osoby odrzucone przez innych. Klip był nagrywany w grudniu 2006 r. w Los Angeles, a prace nadzorował Marc Webb. 21 maja 2007 "The River" ukazało się na rynkach europejskich.

## Lista utworów
1. The River (Feat. M. Shadows & Synyster Gates)
2. The River (Album Version)
3. You're Gone
4. The River (Video)